# Troy, New York

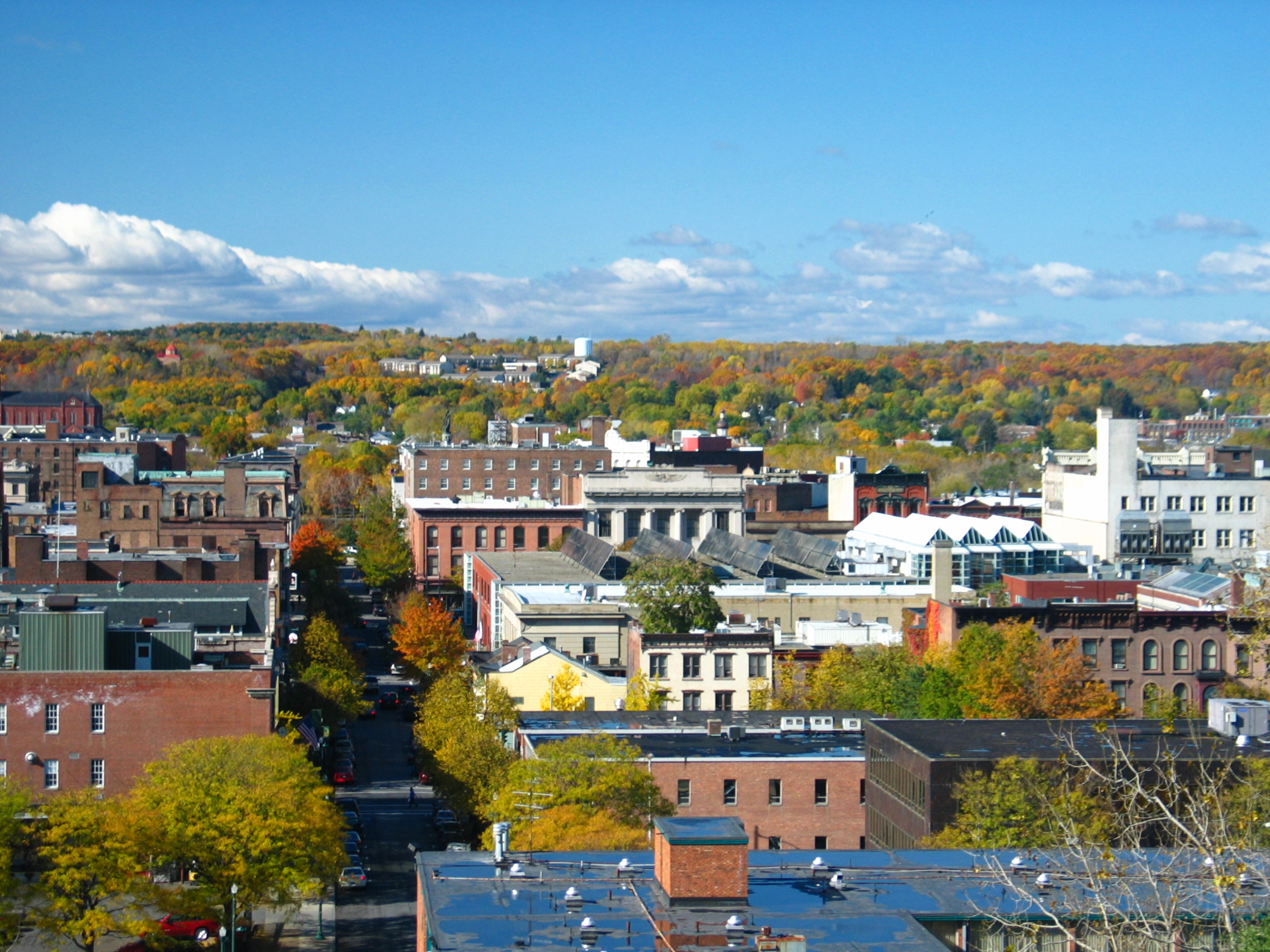
Utsikt över Troy

Troy är en stad i delstaten New York i USA, och huvudort i Rensselaer County. Enligt 2000 års folkräkning uppgick befolkningen till 49 170. Den uppskattade befolkningen under 2006 var 47 952. År 1910 uppgick befolkningen till 76 813. Stadens motto är "Ilium fuit, Troja est", som betyder "Troy var, Troy är." 
Troy ligger i den västra delen av Rensselaer County och på den östra stranden av Hudsonfloden. I staden finns bland annat Rensselaer Polytechnic Institute, Russell Sage College, Hudson Valley Community College och Emma Willard School. I staden bodde Samuel Wilson, som sägs vara Uncle Sams förebild.